# Фюлёп, Ференц
Фе́ренц Фю́лёп (венг. Fülöp Ferenc; род. 22 февраля 1955, Будапешт) — венгерский футболист, играл на позиции полузащитника, и футбольный функционер.

## Биография

### Клубная карьера
Фюлёп начинал карьеру в клубе «Секешфехервар», в котором отыграл два сезона. В 1977 году Фюлёп перешёл в МТК, за который играл девять сезонов, сыграв 197 матчей и забив 39 голов.
В 1986 году перешёл в бельгийский «Шарлеруа», в котором отыграл три сезона, а затем завершил карьеру в возрасте 34 лет.

### Карьера в сборной
В составе сборной Венгрии был участником чемпионата мира 1978 года, но на турнире не играл.

### Деятельность
С 1993 по 2005 год работал техническим директором сборной Венгрии, а затем несколько месяцев работал в МТК в качестве спортивного директора.